# Strømmen Idrettsforening 2013
Questa voce raccoglie le informazioni riguardanti lo Strømmen Idrettsforening nelle competizioni ufficiali della stagione 2013.

## Stagione
Lo Strømmen chiuse la stagione all'11º posto in classifica, mentre l'avventura nella Coppa di Norvegia 2013 terminò al secondo turno con l'eliminazione per mano dell'Alta. Il 21 agosto, ci fu l'avvicendamento in panchina tra il dimissionario Erland Johnsen e il nuovo tecnico Gunnar Halle. I calciatori più utilizzati in stagione furono Paul Addo, Jan Tore Amundsen e Steinar Strømnes, tutti con 30 presenze. Daniel Moen Hansen fu il miglior marcatore con 8 reti.

## Maglie e sponsor
Lo sponsor tecnico per la stagione 2013 fu Adidas, mentre lo sponsor ufficiale fu Strømmen Sparebank. La divisa casalinga era composta da una maglietta grigia con inserti e strisce rosse, pantaloncini e calzettoni rossi. Quella da trasferta era invece costituita da un completo totalmente rosso.
| Casa | Trasferta |

## Rosa
| N. |                     | Ruolo | Calciatore          |
| -- | ------------------- | ----- | ------------------- |
| 1  | Norvegia (bandiera) | P     | Arild Østbø         |
| 2  | Norvegia (bandiera) | D     | Erik Torud          |
| 3  | Namibia (bandiera)  | D     | Miguel Hamutenya    |
| 4  | Norvegia (bandiera) | D     | Henrik Nordnes      |
| 5  | Norvegia (bandiera) | C     | Steinar Strømnes    |
| 6  | Norvegia (bandiera) | D     | Fredrik Nilsen      |
| 7  | Norvegia (bandiera) | D     | Kristoffer Tokstad  |
| 8  | Norvegia (bandiera) | D     | Jan Tore Amundsen   |
| 9  | Norvegia (bandiera) | A     | Kim André Brandtzæg |
| 10 | Norvegia (bandiera) | A     | Daniel Moen Hansen  |
| 11 | Norvegia (bandiera) | C     | Mustapha Achrifi    |
| 12 | Norvegia (bandiera) | P     | Jonas Hemmingbye    |
| 14 | Norvegia (bandiera) | A     | Christian Bjerkenes |

| N. |                         | Ruolo | Calciatore            |
| -- | ----------------------- | ----- | --------------------- |
| 15 | Burkina Faso (bandiera) | D     | François Yabré        |
| 16 | Norvegia (bandiera)     | C     | Robin Daly            |
| 17 | Norvegia (bandiera)     | C     | Dan Alberto Fellus    |
| 18 | Norvegia (bandiera)     | C     | Martin Ramsland       |
| 19 | Nigeria (bandiera)      | A     | George White Agwuocha |
| 19 | Norvegia (bandiera)     | C     | Ulrich Østigård Ness  |
| 20 | Ghana (bandiera)        | D     | Paul Addo             |
| 22 | Germania (bandiera)     | C     | Johannes Hain         |
| 23 | Norvegia (bandiera)     | D     | Marius Amundsen       |
| 25 | Norvegia (bandiera)     | D     | Martin Jørgensen      |
| 88 | Norvegia (bandiera)     | C     | Stian Rasch           |
| 99 | Norvegia (bandiera)     | A     | Simen Møller          |

## Calciomercato

### Sessione invernale(dal 01/01 al 31/03)
| Acquisti | Acquisti            | Acquisti        | Acquisti   |
| R.       | Nome                | da              | Modalità   |
| -------- | ------------------- | --------------- | ---------- |
| D        | Henrik Nordnes      | Ullensaker/Kisa | definitivo |
| C        | Mustapha Achrifi    | Lørenskog       | definitivo |
| C        | Johannes Hain       |                 | svincolato |
| A        | Christian Bjerkenes | Lillestrøm      | prestito   |
| A        | Dan Alberto Fellus  | Bøler           | definitivo |
| A        | Daniel Moen Hansen  | Ullensaker/Kisa | definitivo |

| Cessioni | Cessioni            | Cessioni   | Cessioni      |
| R.       | Nome                | a          | Modalità      |
| -------- | ------------------- | ---------- | ------------- |
| P        | Duwayne Kerr        |            | svincolato    |
| D        | Marius Høibråten    | Lillestrøm | fine prestito |
| D        | Espen Næss Lund     | Sogndal    | fine prestito |
| D        | Tom Nordheim        |            | svincolato    |
| C        | Gøran van den Burgt | Lyn        | definitivo    |
| A        | Wilhelm Adra        | Oppsal     | definitivo    |
| A        | Anthony Davies      | Kløfta     | definitivo    |
| A        | Espen Olsen         |            | ritiro        |
| A        | Armin Sistek        |            | svincolato    |

### Sessione estiva(dal 15/07 al 10/08)
| Acquisti | Acquisti              | Acquisti          | Acquisti |
| R.       | Nome                  | da                | Modalità |
| -------- | --------------------- | ----------------- | -------- |
| C        | Martin Ramsland       | Mandalskameratene | prestito |
| A        | George White Agwuocha | Odd               | prestito |

| Cessioni | Cessioni | Cessioni | Cessioni |
| R.       | Nome     | a        | Modalità |
| -------- | -------- | -------- | -------- |

## Risultati

### 1. divisjon

#### Girone di andata
| Strømmen 7 aprile 2013, ore 18:00 1ª giornata | Strømmen                | 0 – 0 referto | Sandefjord | Strømmen Stadion (647 spett.)\| Arbitro: \| Smehus Kringstad (Oslo) \| |
| Arbitro:                                      | Smehus Kringstad (Oslo) |               |            |                                                                        |

| Arbitro: | Gya |

|             |           |           |
| Holtung 66’ | Marcatori | 50’ Rasch |

| Arbitro: | Eskås |

|          |           |                 |
| Rasch 5’ | Marcatori | 89’ Ingebretsen |

| Arbitro: | Lundby |

|            |           |                   |
| Langås 84’ | Marcatori | 89’ (rig.) Møller |

| Arbitro: | Nilsen (Oslo) |

|  |           |                           |
|  | Marcatori | 45’ Magnussen 60’ Standal |

| Arbitro: | Tennøy |

|                  |           |                 |
| Khalili 19’, 32’ | Marcatori | 55’ Moen Hansen |

| Arbitro: | Berntsen (Vang) |

|                                                   |           |                        |
| Møller 49’ Moen Hansen 62’ (rig.) M. Amundsen 65’ | Marcatori | 29’ Kader 86’ Andersen |

| Arbitro: | Hansen |

|                                           |           |  |
| Ndiaye 27’ Johansen 38’ Laajab 84’ (rig.) | Marcatori |  |

| Arbitro: | Gjermshus |

|                            |           |           |
| Moen Hansen 66’ Fellus 75’ | Marcatori | 7’ Grorud |

| Arbitro: | Lundby |

|                 |           |  |
| Reginiussen 85’ | Marcatori |  |

| Hamar 9 giugno 2013, ore 18:00 11ª giornata           | HamKam    | 2 – 0 referto | Strømmen | Briskeby Arena (1.511 spett.) |
| \| \| \| \| \| Lie 15’ Nedrebø 89’ \| Marcatori \| \| |           |               |          |                               |
|                                                       |           |               |          |                               |
| Lie 15’ Nedrebø 89’                                   | Marcatori |               |          |                               |

| Arbitro: | Hansen |

|  |           |                                      |
|  | Marcatori | 14’ Psyché 79’ Tømmernes 88’ Rødsand |

| Arbitro: | Borgersen (Oslo) |

|                        |           |             |
| Haugsdal 21’ Kassi 25’ | Marcatori | 83’ Achrifi |

| Arbitro: | Gya |

|                      |           |  |
| Brandtzæg 73’ (rig.) | Marcatori |  |

| Kongsvinger 7 luglio 2013, ore 18:00 15ª giornata | Kongsvinger | 0 – 0 referto | Strømmen | Gjemselund Stadion (863 spett.)\| Arbitro: \| Hansen \| |
| Arbitro:                                          | Hansen      |               |          |                                                         |

#### Girone di ritorno
| Arbitro: | Kringstad |

|                     |           |  |
| Rasch 48’ Yabré 64’ | Marcatori |  |

| Arbitro: | Ahlsen |

|                          |           |                         |
| Stokke 48’ Kirkevold 76’ | Marcatori | 57’ Yabré 81’ Brandtzæg |

| Arbitro: | Hansen |

|                             |           |                                    |
| Tokstad 50’ Moen Hansen 74’ | Marcatori | 32’ Kassi 36’ Anene 43’ Stokkelien |

| Arbitro: | Hansen |

|                    |           |                            |
| Miljeteig 10’, 38’ | Marcatori | 4’, 46’ Rasch 79’ Strømnes |

| Arbitro: | Ahlsen |

|                          |           |  |
| White 2’ Moen Hansen 36’ | Marcatori |  |

| Arbitro: | Hagenes |

|                       |           |           |
| Tepurić 75’ Moltu 90’ | Marcatori | 71’ White |

| Strømmen 8 settembre 2013, ore 16:00 22ª giornata                                    | Strømmen  | 3 – 2 referto                   | Ullensaker/Kisa | Strømmen Stadion (932 spett.) |
| \| \| \| \| \| White 7’, 47’, 53’ \| Marcatori \| 57’ Dos Santos 73’ Christiansen \| |           |                                 |                 |                               |
|                                                                                      |           |                                 |                 |                               |
| White 7’, 47’, 53’                                                                   | Marcatori | 57’ Dos Santos 73’ Christiansen |                 |                               |

| Arbitro: | Eskås |

|              |           |              |
| Ulvestad 45’ | Marcatori | 14’ Ramsland |

| Arbitro: | Toppe |

|           |           |            |
| Rasch 21’ | Marcatori | 45’ Laajab |

| Arbitro: | Gya |

|            |           |              |
| Jaiteh 42’ | Marcatori | 46’ Ramsland |

| Arbitro: | Hansen |

|                                                      |           |              |
| Tokstad 5’ Ramsland 12’ Strømnes 21’ Moen Hansen 40’ | Marcatori | 75’ Krogstad |

| Arbitro: | Kringstad |

|                             |           |  |
| Ramsland 2’ Moen Hansen 64’ | Marcatori |  |

| Arbitro: | Tennøy |

|                                      |           |  |
| Azemi 14’ (rig.) Rasch 18’ Reier 39’ | Marcatori |  |

| Arbitro: | Lundby |

|                                    |           |                     |
| Moen Hansen 13’ (rig.) Tokstad 38’ | Marcatori | 63’ Idris 68’ Dahle |

| Arbitro: | Kringstad |

|                                 |           |                      |
| Aleesami 57’ Tokstad 83’ (aut.) | Marcatori | 69’ Fellus 90’ Rasch |

### Coppa di Norvegia
| Arbitro: | Lundby |

|  |           |                                    |
|  | Marcatori | 22’, 24’, 68’ Møller 28’ Brandtzæg |

| Arbitro: | Gjermshus |

|                     |           |                                            |
| Daly 20’ Fellus 25’ | Marcatori | 53’ Thomassen 56’ Richardsen 83’ Sega Ngom |

### Statistiche di squadra
| Competizione      | Punti | In casa | In casa | In casa | In casa | In casa | In casa | In trasferta | In trasferta | In trasferta | In trasferta | In trasferta | In trasferta | Totale | Totale | Totale | Totale | Totale | Totale | DR |
| Competizione      | Punti | G       | V       | N       | P       | Gf      | Gs      | G            | V            | N            | P            | Gf           | Gs           | G      | V      | N      | P      | Gf     | Gs     | DR |
| ----------------- | ----- | ------- | ------- | ------- | ------- | ------- | ------- | ------------ | ------------ | ------------ | ------------ | ------------ | ------------ | ------ | ------ | ------ | ------ | ------ | ------ | -- |
| 1. divisjon       | 38    | 15      | 8       | 4       | 3       | 25      | 18      | 15           | 1            | 7            | 7            | 14           | 25           | 30     | 9      | 11     | 10     | 39     | 43     | -4 |
| Coppa di Norvegia | -     | 1       | 0       | 0       | 1       | 2       | 3       | 1            | 1            | 0            | 0            | 4            | 0            | 2      | 1      | 0      | 1      | 6      | 3      | +3 |
| Totale            | -     | 16      | 8       | 4       | 4       | 27      | 21      | 16           | 2            | 7            | 7            | 18           | 25           | 32     | 10     | 11     | 11     | 45     | 46     | -1 |

### Statistiche dei giocatori
| Giocatore      | 1. divisjon | 1. divisjon | 1. divisjon | 1. divisjon | Coppa di Norvegia | Coppa di Norvegia | Coppa di Norvegia | Coppa di Norvegia | Coppe europee | Coppe europee | Coppe europee | Coppe europee | Altre coppe | Altre coppe | Altre coppe | Altre coppe | Totale   | Totale | Totale      | Totale     |
| Giocatore      | Presenze    | Reti        | Ammonizioni | Espulsioni  | Presenze          | Reti              | Ammonizioni       | Espulsioni        | Presenze      | Reti          | Ammonizioni   | Espulsioni    | Presenze    | Reti        | Ammonizioni | Espulsioni  | Presenze | Reti   | Ammonizioni | Espulsioni |
| -------------- | ----------- | ----------- | ----------- | ----------- | ----------------- | ----------------- | ----------------- | ----------------- | ------------- | ------------- | ------------- | ------------- | ----------- | ----------- | ----------- | ----------- | -------- | ------ | ----------- | ---------- |
| M. Achrifi     | 27          | 1           | 2           | 0           | 2                 | 0                 | 0                 | 0                 | ?             | ?             | ?             | ?             | ?           | ?           | ?           | ?           | 29+      | 1+     | 2+          | 0+         |
| P. Addo        | 28          | 0           | 2           | 1           | 2                 | 0                 | 0                 | 0                 | ?             | ?             | ?             | ?             | ?           | ?           | ?           | ?           | 30+      | 0+     | 2+          | 1+         |
| G. Agwuocha    | 13          | 5           | 1           | 0           | 0                 | 0                 | 0                 | 0                 | ?             | ?             | ?             | ?             | ?           | ?           | ?           | ?           | 13+      | 5+     | 1+          | 0+         |
| J. Amundsen    | 22          | 0           | 1           | 0           | 2                 | 0                 | 0                 | 0                 | ?             | ?             | ?             | ?             | ?           | ?           | ?           | ?           | 24+      | 0+     | 1+          | 0+         |
| M. Amundsen    | 28          | 1           | 4           | 1           | 2                 | 0                 | 0                 | 0                 | ?             | ?             | ?             | ?             | ?           | ?           | ?           | ?           | 30+      | 1+     | 4+          | 1+         |
| C. Bjerkenes   | 7           | 0           | 0           | 0           | 2                 | 0                 | 0                 | 0                 | ?             | ?             | ?             | ?             | ?           | ?           | ?           | ?           | 9+       | 0+     | 0+          | 0+         |
| K. Brandtzæg   | 22          | 2           | 1           | 0           | 2                 | 1                 | 0                 | 0                 | ?             | ?             | ?             | ?             | ?           | ?           | ?           | ?           | 24+      | 3+     | 1+          | 0+         |
| R. Daly        | 8           | 0           | 2           | 0           | 2                 | 1                 | 0                 | 0                 | ?             | ?             | ?             | ?             | ?           | ?           | ?           | ?           | 10+      | 1+     | 2+          | 0+         |
| D. Fellus      | 20          | 2           | 0           | 0           | 2                 | 1                 | 0                 | 0                 | ?             | ?             | ?             | ?             | ?           | ?           | ?           | ?           | 22+      | 3+     | 0+          | 0+         |
| J. Hain        | 12          | 0           | 4           | 0           | 1                 | 0                 | 0                 | 0                 | ?             | ?             | ?             | ?             | ?           | ?           | ?           | ?           | 13+      | 0+     | 4+          | 0+         |
| M. Hamutenya   | 20          | 0           | 7           | 0           | 2                 | 0                 | 1                 | 0                 | ?             | ?             | ?             | ?             | ?           | ?           | ?           | ?           | 22+      | 0+     | 8+          | 0+         |
| J. Hemmingbye  | 0           | 0           | 0           | 0           | 0                 | 0                 | 0                 | 0                 | ?             | ?             | ?             | ?             | ?           | ?           | ?           | ?           | 0+       | 0+     | 0+          | 0+         |
| M. Jørgensen   | 10          | 0           | 1           | 1           | 2                 | 0                 | 0                 | 0                 | ?             | ?             | ?             | ?             | ?           | ?           | ?           | ?           | 12+      | 0+     | 1+          | 1+         |
| D. Moen Hansen | 27          | 8           | 1           | 0           | 0                 | 0                 | 0                 | 0                 | ?             | ?             | ?             | ?             | ?           | ?           | ?           | ?           | 27+      | 8+     | 1+          | 0+         |
| S. Møller      | 8           | 2           | 0           | 0           | 2                 | 3                 | 0                 | 0                 | ?             | ?             | ?             | ?             | ?           | ?           | ?           | ?           | 10+      | 5+     | 0+          | 0+         |
| U. Ness        | 2           | 0           | 0           | 0           | 0                 | 0                 | 0                 | 0                 | ?             | ?             | ?             | ?             | ?           | ?           | ?           | ?           | 2+       | 0+     | 0+          | 0+         |
| F. Nilsen      | 5           | 0           | 0           | 0           | 0                 | 0                 | 0                 | 0                 | ?             | ?             | ?             | ?             | ?           | ?           | ?           | ?           | 5+       | 0+     | 0+          | 0+         |
| H. Nordnes     | 8           | 0           | 3           | 0           | 0                 | 0                 | 0                 | 0                 | ?             | ?             | ?             | ?             | ?           | ?           | ?           | ?           | 8+       | 0+     | 3+          | 0+         |
| A. Østbø       | 20          | 0           | 0           | 0           | 0                 | 0                 | 0                 | 0                 | ?             | ?             | ?             | ?             | ?           | ?           | ?           | ?           | 20+      | 0+     | 0+          | 0+         |
| M. Ramsland    | 3           | 0           | 1           | 0           | 0                 | 0                 | 0                 | 0                 | ?             | ?             | ?             | ?             | ?           | ?           | ?           | ?           | 3+       | 0+     | 1+          | 0+         |
| S. Rasch       | 23          | 7           | 3           | 0           | 1                 | 0                 | 0                 | 0                 | ?             | ?             | ?             | ?             | ?           | ?           | ?           | ?           | 24+      | 7+     | 3+          | 0+         |
| S. Strømnes    | 29          | 2           | 3           | 0           | 1                 | 0                 | 0                 | 0                 | ?             | ?             | ?             | ?             | ?           | ?           | ?           | ?           | 30+      | 2+     | 3+          | 0+         |
| K. Tokstad     | 15          | 3           | 1           | 0           | 0                 | 0                 | 0                 | 0                 | ?             | ?             | ?             | ?             | ?           | ?           | ?           | ?           | 15+      | 3+     | 1+          | 0+         |
| E. Torud       | 3           | 0           | 0           | 0           | 0                 | 0                 | 0                 | 0                 | ?             | ?             | ?             | ?             | ?           | ?           | ?           | ?           | 3+       | 0+     | 0+          | 0+         |
| F. Yabré       | 25          | 2           | 5           | 1           | 2                 | 0                 | 0                 | 0                 | ?             | ?             | ?             | ?             | ?           | ?           | ?           | ?           | 27+      | 2+     | 5+          | 1+         |